# Alphakursen

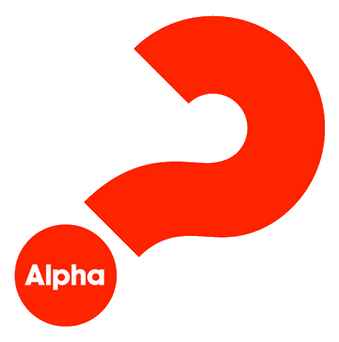
Alpha logo

Alphakursen är en introduktionskurs i kristen tro. Den kommer ursprungligen från den anglikanska församlingen Holy Trinity Brompton i London under det tidiga 1980-talet, men finns nu över hela världen och i alla större kristna samfund. Kursupplägget och kursmaterialet är i princip detsamma var man än håller kursen. Alphakursen är uppbyggd av en serie föredrag som täcker de grundläggande delarna av den kristna tron. Varje kurstillfälle börjar med en lätt måltid, sedan följer ett föredrag som kretsar kring ett grundtema relaterat till den kristna tron. Efter föredraget diskuterar man och ställer frågor i mindre grupper.
Också i Sverige hålls sedan 1996 alphakurser i kyrkor från många olika samfund, bland annat Evangeliska frikyrkan, Equmeniakyrkan, Frälsningsarmén, Trosrörelsen, Pingstkyrkan och Svenska kyrkan.  
I dag finns Alpha i 170 länder. Sedan start har minst 30 miljoner människor gått en Alphakurs och materialet är översatt till 120 språk. I Sverige har åtminstone 150 000 personer gått kursen sedan start.

## Ämnen
- Finns det mer att upptäcka i livet?
- Vem är Jesus?
- Varför behövde Jesus dö?
- Hur ska jag kunna tro?
- Hur och varför ska jag be?
- Hur och varför ska jag läsa Bibeln?
- Hur leder Gud oss?
- Vem är den helige Ande?
- Vad gör den helige Ande?
- Hur kan jag bli fylld av Anden?
- Hur kan jag göra det bästa med resten av mitt liv?
- Hur kan jag stå emot det onda?
- Hur och varför ska jag berätta om min tro för andra?
- Helar Gud idag?
- Vad ska vi ha kyrkan till?